# アルバン・ベルク弦楽四重奏団
アルバン・ベルク四重奏団（アルバン・ベルクしじゅうそうだん、ドイツ語：Alban Berg Quartett, 英語：Alban Berg Quartet）は、1970年にオーストリアで結成された弦楽四重奏団。ウィーンの伝統を守りつつ、演奏会では必ず20世紀の曲も取り上げるポリシーを掲げている。

## 略歴
1970年、ウィーン国立音楽大学の教授でありウィーン・フィルハーモニー管弦楽団のコンサートマスターも数年間務めていたギュンター・ピヒラーが同僚と結成した。名称についてはアルバン・ベルク未亡人ヘレネから許諾を得ている。1971年にウィーンのコンツェルトハウスでデビュー。設立当初、アメリカのシンシナティに1年間留学し、当時新ウィーン楽派を得意としていたラサール弦楽四重奏団に師事するなど、ウィーンの伝統に安住せず、現代音楽に積極的に取り組む姿勢を貫いているが、法外な難曲には手は出さない。
精緻なアンサンブルは評価が高く、1980年代には世界を代表するカルテットと認識され、現代の弦楽四重奏団体の規範とさえ評されることもあった。2008年7月をもって解散した。

## メンバー
ヴィオラ奏者のカクシュカが2005年7月4日に亡くなったため、その後カクシュカの弟子イザベル・カリシウスが正式なメンバーとして迎えられることとなった。
- 第1ヴァイオリン
  - ギュンター・ピヒラー Günter Pichler（1970年 - 2008年）
- 第2ヴァイオリン
  - クラウス・メッツル Klaus Maetzl（1970年 - 1978年）
  - ゲルハルト・シュルツ Gerhard Schulz（1978年 - 2008年）
- ヴィオラ
  - ハット・バイエルレ Hatto Beyerle（1970年 - 1981年）
  - トーマス・カクシュカ Thomas Kakuska（1981年 - 2005年）
  - イザベル・カリシウス Isabel Charisius（2005年 - 2008年）
- チェロ
  - ヴァレンティン・エルベン Valentin Erben（スロヴァキア人）（1970年 - 2008年）